# Коломар, Хорхе
Хорхе Коломар (или Хорхе Луис Коломар Пуэйо, исп. Jorge Luis Colomar Pueyo, 1953, Барселона, Испания) — испанский частный детектив, руководитель созданного им в 1978 году сыскного агентства «Investigator Detectives». Известен участием в расследовании уголовных преступлений, привлекавших внимание наиболее крупных национальных печатных и интернет-изданий. Средства массовой информации называли его «испанским Шерлоком Холмсом». В 2017 году выступил в качестве создателя серии документальных фильмов на испанском национальном телевидении, реконструировавших преступления, которые он расследовал, и обстоятельства их раскрытия.
Среди наиболее известных расследований Коломара: «убийство в Каспе», «убийство Эсперансы Комас» и «убийства Рамона Ласо». Профессор международного права и международных отношений университета Сан-Пабло Елена Прадас Линарес написала книгу «Капля ртути: материалы и случаи из практики детектива Хорхе Л. Коломара» (исп. «La gota de mercurio: cosas y casos del detective Jorge L. Colomar»), посвящённую испанскому детективу.

## Биография
Свою карьеру Хорхе Коломар начинал в качестве рядового сотрудника сыскного агентства. Уже в 1978 году он основал собственное детективное агентство «Investigator Detectives» (ныне — «Investigadores Privados Barcelona y Girona»). С того времени оно не только проводит частные расследования, но и оказывает адвокатские услуги. Коломар получил степень магистра безопасности и расследований в США и Израиле, а также диплом в области обеспечения безопасности бизнеса от ICADE Business School. Всего в комнате для посетителей его офиса развешаны на стенах 11 дипломов, выданных в университетах США и Израиля, где он изучал современные методы расследования. «Израильтяне — самые лучшие, потому что им приходится постоянно совершенствоваться, чтобы противостоять давлению арабских стран, там я впервые узнал об использовании полиграфа и сложных методах записи».
Хорхе Коломар считает себя первым частным детективом в Испании, который получил официальное разрешение участвовать в расследовании уголовных дел. Несколько его расследований, известных как «убийство в Каспе», «убийство Эсперансы Комас» и «убийства Рамона Ласо», получили широкую известность благодаря освещению в самых крупных средствах массовой информации Испании. Первая статья, опубликованная в национальной газете «El Pais» именно о нём, а не о раскрытых им преступлениях, вышла в 1990 году и была озаглавлена «Успешные расследования ищейки Коломара» (исп. «Los casos resueltos del sabueso Colomar»). Она рассказывала читателям о широком круге интересов и увлечений частного детектива, сообщала, что он «бывший легионер, автор книги по восточной философии и пилот частной авиации», а его агентство специализируется на расследовании «финансовых вопросов и промышленного шпионажа, супружеской неверности и убийств».
Первоначально офис детективного агентства Коломара находился в Барселоне, затем он перенёс его филиал в небольшой городок Паламос в 30 километрах от Жироны. СМИ отмечают своеобразную внешность детектива и его привычки: необычно высокий рост и усы в стиле Тома Селлека, пристрастие к курению сигарет. В своём небольшом офисе он окружён книгами по криминологии и аккуратно разложенными документами. При этом, он утверждает, что не переносит детективов в литературе, что, хотя имеет право на ношение оружия, никогда его не использовал. В интервью изданию «El Pais» Коломар заявил, что не любит общение с журналистами и полицией, но признал, что время от времени сотрудничает с ними, а иногда выдаёт себя в целях конспирации за журналиста.
Большую телепередачу подготовил о Коломаре частный национальный канал «Antena 3». Доктор юридических наук Елена Прадас Линарес, профессор международного права и международных отношений в Университете Сан-Пабло, написала книгу «Капля ртути: материалы и случаи из практики детектива Хорхе Л. Коломара», посвящённую испанскому детективу.
Коломар состоит членом Коллегии профессиональных частных детективов Каталонии и Всемирной ассоциации детективов, а также Американского общества по индустриальной безопасности и Ассоциации руководителей комплексной безопасности (ADSI), Ассоциации частных детективов Каталонии и Балеарских островов и Профессиональной ассоциации консультантов по вопросам безопасности.
В 2017 году Коломар подготовил для испанского телевидения серию документальных реконструкций и инсценировок известных преступлений, в расследовании которых он сам принимал участие. Эта серия получила название «Ночь преступных умов» (исп. «La noche de las mentes criminales»), в ней он выступил также в качестве ведущего. Производством сериала занималась студия «Mediaset», первый выпуск был посвящён расследованию дела Рамона Ласо.

## Известные расследования

### Расследование дела об убийстве в Каспе

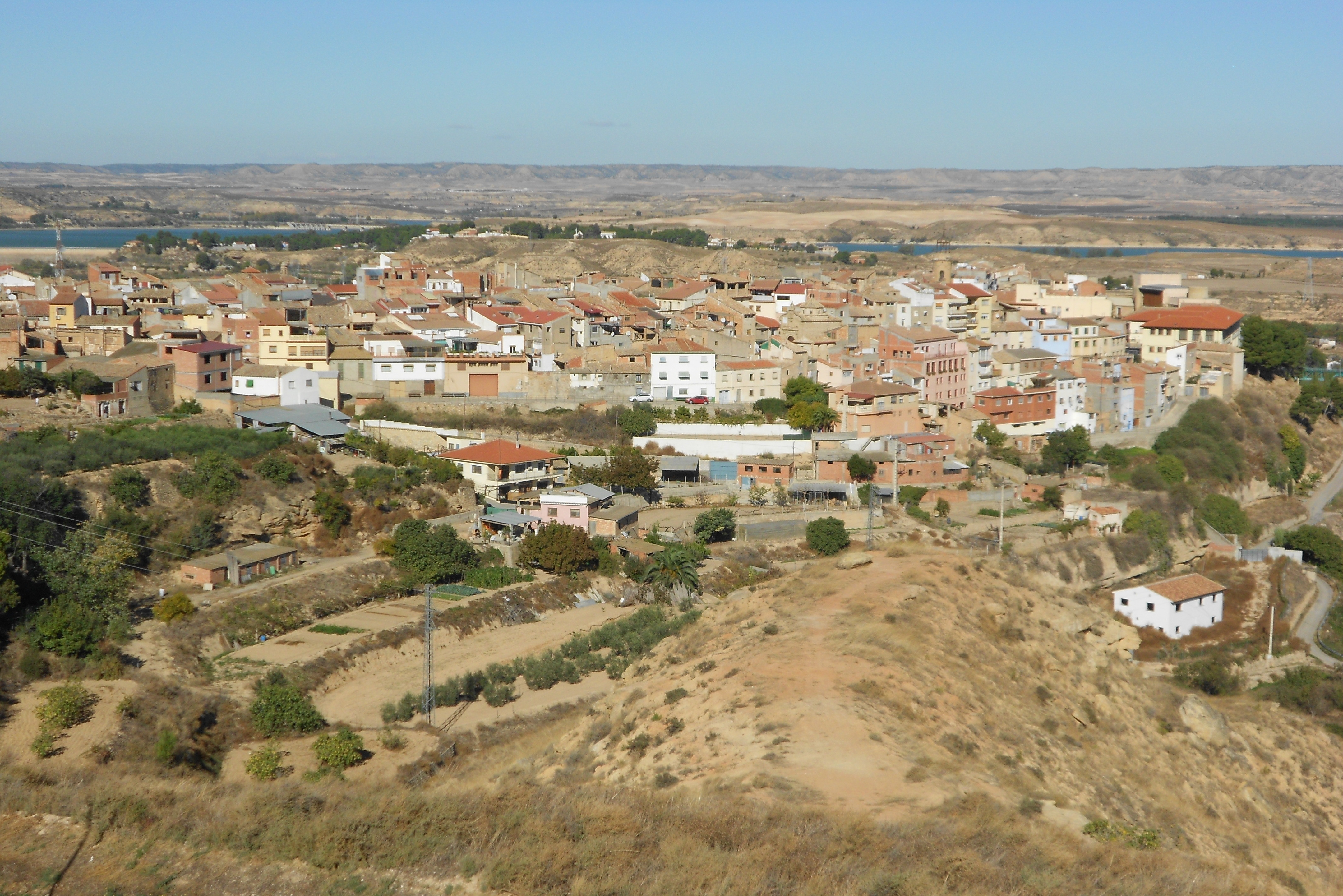
Панорама города Каспа

В 1978 году молодая домработница Антония Торрес, уроженка небольшого городка Баэны (в провинции Кордова), проживавшая и работавшая в городе Каспе в провинции Сарагоса, бесследно исчезла. Она была на пятом месяце беременности, и последнее, что друзья знали о ней, было, что она планирует выйти замуж за некоего юношу, с которым она поддерживала отношения уже три года. В июне 1986 года её отчаявшаяся мать позвонила на радио во время беседы с известным в Испании парапсихологом Мануэлой и задала вопрос о местонахождении её исчезнувшей дочери. Семья девочки не слышала о ней уже целых восемь лет. Парапсихолог заявила, что девушка умерла. Мать Антонии попросила заняться делом дочери частного детектива Хорхе Коломара, присутствовавшего на радиопередаче. Она, однако, сообщила, что у неё нет денег, чтобы заплатить за его услуги. Коломар успокоил её, ответив, что это не имеет значения в данном случае.
Расследование Коломара привело его к некоему Фернандо Олмосу Ирисарри, бойфренду девушки во время её исчезновения, который к 1986 году был уже женат и имел сына. В местечке Каспе рядом с водохранилищем, куда когда-то приходила пара влюблённых на свидание, были найдены останки, которые позже были идентифицированы как части скелета Антонии Торрес. У неё был пробит череп. После ареста Фернандо Олмос сначала утверждал, что Антония умерла в результате неудачного аборта. Затем он признался в совершении умышленного убийства. Он заявил, что любит рыбную ловлю, поэтому хорошо знал место, удобное для совершения подобного преступления. Утром 7 марта 1978 года, по его словам, испытывая «психологический дискомфорт, который не мог контролировать», он отправился в Каспе в компании своей подруги. По прибытии на место убийства он выстрелил в девушку с расстояния около четырех или пяти метров и убил её на месте. Затем он затащил труп в расположенный рядом сарай, который использовали рыбаки для отдыха, и воспользовался кучей веток, лежащих здесь, чтобы сжечь тело. Огонь частично разрушил сарай и сделал его непригодным для использования рыбаками. Рыбаки видели остатки костей на пепелище, но не придавали им значения, думая, что они принадлежали каким-то животным. Оружием, используемым преступником, был карабин калибра 22 марки Miroku, который был приобретён Фернандо Олмосом за месяц до преступления в Сарагосе. Через несколько дней после убийства подруги Фернандо Олмос продал его.
Испанский писатель и журналист Франсиско Перес Абельян описал это преступление и обстоятельства его раскрытия среди наиболее удивительных криминальных происшествий в Испании.
В 2017 году на испанском телевидении был снят документально-постановочный фильм «Убийство в Каспе» в цикле «Grupo 2 Homicidios», в нём роль Хорхе Коломара исполнил артист Хосе Далт.

### Похищение Рамона Матеу

Ла Гранд Мотт, где происходило похищение

У самого Хорхе Коломара возникли проблемы с правосудием из-за насильственного «возвращения» на родину в 1983 году предпринимателя Рамона Матеу, владельца одной из самых крупных транспортных компаний в стране «Mateu y Mateu», выдачи которого добивались несколько судов Испании и Интерпол за преступления, связанные с мошенничеством, подделкой документов, незаконным присвоением собственности и привлечением активов. Матеу бежал во Францию, оставив без работы 2000 семей.
Сначала Коломар получил от неизвестного по телефону задание выкрасть у Матеу документы. В течение двух недель продолжались телефонные контакты с заказчиком. Коломар потребовал два миллиона песет за выполнение задания. Он и его группа должны были снять комнату рядом с апартаментами Рамона Матеу в отеле «Франтель» и похитить документы. Столкнувшись с невозможностью найти комнату в этом отеле или в другом поблизости, похитители отказались от своих попыток украсть документы. Несостоявшееся ограбление превратилось в операцию по похищению человека. Поездка во Францию была использована для изучения места будущего похищения самого Рамона Матеу.
Матеу был похищен во французском городе Ла Гранд Мотт, недалеко от Монпелье, группой людей, возглавляемых Коломаром, и был перемещён против воли на испанскую территорию. Коломар заверил похитителей, что действует от имени Гражданской гвардии, и пообещал каждому из них 200 000 песет за совершение похищения, но так и не отдал деньги. Позже выяснилось, что офицер, сержант и четыре рядовых Гражданской гвардии действительно планировали вместе с детективом похищение Матеу. Столкнувшись с невозможностью его доставки в условленное место, похитители привезли Матеу в Барселону, где их арестовали. Детектив провёл 23 дня в тюрьме. О своём тюремном опыте он рассказывал: «В субботу заключённым было позволено смотреть телевизор», Коломар всегда смотрел в этот день программу новостей, чтобы узнать о том, как проходит следствие по делу Матеу. Обвинитель требовал для Коломара за насильственное задержание предпринимателя от 6 до 12 лет лишения свободы. Ходили слухи, что сам Матеу назначил крупную сумму за голову детектива. Предприниматель в итоге был осуждён на 18 лет по совокупности 11 преступлений. Спустя годы, уже давно находясь на свободе, Коломар был помилован правительством Хосе Марии Аснара.

### Дело об исчезновении мальчика из Сомосьерры
В 1986 году Испанию потрясло загадочное исчезновение тела десятилетнего мальчика Хуана Педро Мартинеса Гомеса, известного как «мальчик из Сомосьерры» (исп. «El Nino de Somosierra»), с места аварии, где погибли его родители, перевозившие цистерну с серной кислотой. Интерпол отмечает это происшествие среди самых сложных для разрешения и таинственных исчезновений в Европе на протяжении последних трёх десятилетий. Родственники пропавшего мальчика в 1987 году наняли Хорхе Коломара, уже известного к этому времени успехами в поисках исчезнувших людей, но результатов его расследование не принесло.

### Расследования двух дел Рамона Ласо
Родственники маленького мальчика, погибшего в автокатастрофе в 1989 году, обратились к Коломару с просьбой расследовать это происшествие. В это время на него работало восемь агентов, а постоянными клиентами детективного агентства, которое возглавлял Коломар, были 4000 человек. В ходе расследования частный детектив и его сотрудники выяснили, что отец мальчика, сотрудник похоронного бюро, Рамон Ласо Морено (исп. Ramon Laso Moreno) инсценировал аварию 3 марта 1989 года, в которой погиб его сын Даниель в возрасте шести лет. Легковой автомобиль, который, по словам Ласо, столкнул грузовик (обнаружить его полиции так и не удалось), упал в овраг глубиной 25 метров. При этом, сам Рамон Ласо оказался невредимым, хотя 15 минут после несчастного случая он якобы находился без сознания. Труп мальчика полностью сгорел в автомобиле. Ласо получил страховку 3,5 миллионов песет за сгоревший автомобиль, на них он открыл видеомагазин. Он был известен соседям как внимательный к окружающим и образованный человек, хороший собеседник, который охотно раздавал конфеты детям. Коломар доказал, что Рамон воспользовался тем, что мальчик спал, вылез из машины, а затем сбросил её в овраг. Судебное преследование было возбуждено против сотрудника гражданской гвардии Мануэля Лопеса Байоны, который, будучи дядей Ласо, прикрывал его преступные действия.
Коломару также удалось установить, что Ласо инсценировал за год до убийства сына самоубийство своей супруги, Долорес (Лолиты) Камачо. 9 июня 1988 года труп Долорес Камачо был найден с отрезанной поездом головой вблизи железнодорожной станции La Aldea. Коломар выяснил, что Ласо задушил во время ссоры 25-летнюю супругу, которую он подозревал в супружеской неверности, а затем положил её уже мёртвое тело на железнодорожные пути. В день её смерти шёл дождь. Тем не менее, кроссовки, которые на ней были одеты, когда тело нашли, были чистыми. Коломар понял, что женщину убили в другом месте, вероятно, дома, а затем перевезли, чтобы инсценировать самоубийство. Порез на шее был ровным, нехарактерным для подобной смерти. В таких случаях самоубийцы обычно поднимают голову, когда видят, что поезд подходит, поэтому следы разреза на шее от колёс поезда носят совершенно другой характер. Благодаря Коломару Рамон Ласо был арестован и в 1993 году осуждён на 56 лет и 8 месяцев тюремного заключения за убийства его жены и сына, а также ещё к шести месяцам за мошенничество. Убийца на суде сознался в убийстве мальчика, но отрицал причастность к смерти супруги. За хорошее поведение и за трудовое усердие в тюрьме (он был начальником кухни) его выпустили на свободу до истечения положенного срока (в 1999 году его освободили условно).
Второй раз Коломар столкнулся с Ласо спустя 21 год. Его пригласила начать расследование Мерседес Ламас, недовольная тем, как ведётся полицейское следствие по делу об исчезновении её сестры Хулии Ламас, на которой был женат к этому времени вышедший на свободу Ласо, и мужа самой Мерседес — Мауриси Фонта. Оба исчезнувших значились к тому времени как без вести пропавшие. Ни один из них не пользовался с того времени банковским счётом, не звонил ей и не отправлял сообщения с мобильных телефонов, Мауриси был болен тяжёлой формой диабета, но данных о приобретении им инсулина с момента исчезновения не было обнаружено. К моменту начала расследования Коломаром у Рамона Ласо была на руках значительная сумма наличных денег, хранившихся у него в доме. Позже было выдвинуто предположение, что он готовил побег в Парагвай, где родилась его новая супруга, с которой он заключил брак в декабре 2010 года. Он продал дом, в котором жил с Хулией, переслал ценные вещи в Парагвай. Известие об этом ускорило выдачу санкции на его арест. В 2011 году Ласо был снова арестован по инициативе Коломара по обвинению в убийстве в марте 2009 года Мауриси и Хулии.

Рамон Ласо на втором судебном процессе, 2014 год

В 1999 году Ласо поселился в Таррагоне. Он никогда не рассказывал ни своей новой супруге, ни её родным, что был осуждён за двойное убийство. Ласо сказал им, что его первая жена и сын погибли в результате несчастного случая, что он был в тюрьме, не объясняя, за что был осуждён. Новые убийства были совершены им 27 марта 2009 года. Работник магазина увидел, как Ласо встретил после работы Хулию и посадил в автомобиль. Вскоре после этого Ласо зашёл в больницу Иоанна XXIII, где работала Мерседес, и рассказал ей, что якобы Хулия и Мауриси сбежали. Мерседес немедленно сообщила об исчезновении мужа и сестры в полицию, но Рамон, который сопровождал женщину в полицейский участок, заявил, что, по его мнению, пара сбежала. Полиция приняла решение подождать 48 часов, прежде, чем начать расследование. На следующий день сосед, работавший в тюрьме, рассказал Мерседес, что Рамон отбывал заключение за двойное убийство. «Я была ошеломлена», — заявила Мерседес позже, разорвав вслед за этим отношения с Ласо, который был в неё влюблён.
Суд посчитал причиной двойного убийства корыстный мотив. Вероятно, Ласо убил свою жену, чтобы сохранить за собой всё имущество, которым владели супруги и которое подлежало разделу в случае развода. Ласо был объявлен виновным в двойном убийстве решением суда присяжных. Этот приговор стал первым случаем в Испании Нового времени, в котором был вынесен обвинительный приговор при отсутствии трупа, биологических останков и даже признания подсудимого в совершении убийства. В этот раз Рамон Ласо полностью отрицал свою вину в исчезновении Хулии и Мауриси.
Во втором деле Хорхе Коломар работал в сотрудничестве с полицией. Так, часть следственных данных была получена благодаря мониторингу звонков, сделанных Ласо со своего мобильного телефона, а также с использованием мобильника Мауриcи, проведённому полицией.

## Опубликованные книги
- Colomar, Jorge L. El Zen y sus Orígenes. (исп.). — Barcelona: Martínez Roca., 1974. — 157 p. — ISBN 978-8427-0027-22.